# Gelis vulnerans
Gelis vulnerans là một loài tò vò trong họ Ichneumonidae.